# 富爾梅達梅斯
富爾梅達梅斯是一道埃及的传统菜肴，主要材料为蚕豆，炖煮时加入孜然、柠檬汁和橄榄油。有学者认为，这道菜早在古埃及时代就已存在。这道埃及蠶豆餐流传至阿拉伯世界以及非洲和亚洲的其他地区，尤其是在伊拉克、黎巴嫩、以色列、敘利亞、約旦、巴勒斯坦、沙特阿拉伯、也門、索馬里、埃塞俄比亞、厄立特里亞、蘇丹、摩洛哥和利比亞等地区。